# Largo Conde da Praia da Vitória
O Largo Conde da Praia da Vitória é uma praça portuguesa, localizada na cidade da Praia da Vitória, ilha Terceira, Açores, cuja denominação provém de uma por deliberação da Câmara Municipal da Praia da Vitória anterior ao ano 1870. 
Foi assim denominado para honrar o Conde da Praia que foi também o 1.º Visconde de Bruges, Provedor da Casa da Moeda, chefe do partido liberal durante as lutas liberais, Ministro da Guerra no Governo Liberal da ilha Terceira, ocupando assim um lugar relevante na história da ainda na altura Vila da Praia.